# Rachel Mwanza
Rachel Mwanza là một nữ diễn viên đến từ Cộng hòa Dân chủ Congo, nổi tiếng với vai diễn Komona trong bộ phim War Witch (Rebelle) năm 2012. Trước khi tham gia vào bộ phim, cô đã từng là người vô gia cư và sống trên đường phố Kinshasa.

## Cuộc đời
Mwanza sinh năm 1997 ở Mbuji-Mayi, người thứ ba trong số sáu anh chị em ruột, và dành thời thơ ấu của mình ở tỉnh Kasai. Cha cô đã gửi mẹ và anh chị em cô đến Kinshasa khi cô lên tám tuổi, hứa sẽ tái gia nhập họ sau này. Ở đó, những đứa trẻ không còn đi học nữa, và mẹ cô đã chịu trách nhiệm cho sự bất hạnh của gia đình sau khi một vị tiên tri giả nói Mwanza là một phù thủy. Họ buộc tội mẹ cô vì đã cố gắng trừ bỏ việc Mwanza là một phù thủy, và cuối cùng cô bị ném ra ngoài đường.
Mwanza trải qua nhiều năm sống như một đứa trẻ đường phố ở Kinshasa trước khi tham gia bộ phim War Witch (Rebelle) của Canada. Cô cũng xuất hiện trong bộ phim 2013 Kinshasa Kids được viết và đạo diễn bởi Marc-Henri Wajnberg.
Sau đó, cô chuyển đến Montreal, nơi cô theo học trường trung học École Lucien-Pagé và sống với gia đình Anne-Marie Gélinas, nhà đồng sản xuất phim War Witch.

## Sự nghiệp diễn xuất
Mwanza đã được mời thử diễn trong Rebelle sau khi đạo diễn Kim Nguyen và nhà sản xuất Pierre Even và Marie-Claude Poulin nhìn thấy cô ấy trong một bộ phim tài liệu về những đứa trẻ đường phố của Kinshasa. Do thiếu giáo dục, cô không biết cách đọc hoặc viết khi cô lần đầu tiên được đóng trong phim; nhà làm phim đã đồng ý trả toàn bộ chi phí học tập và sinh hoạt cho cô cho đến khi cô 18 tuổi. Kể từ tháng 2 năm 2013, cô được cấp thị thực để cho phép cô tham dự giải Oscar . 
Vai diễn của Mwanza tại Rebelle đã giúp cô giành được các giải thưởng gồm giải Gấu bạc cho nữ diễn viên xuất sắc nhất từ Liên hoan phim Berlin, Liên hoan phim Tribeca và Vòng quay phim Vancouver năm 2012, cũng như giải Nữ diễn viên xuất sắc nhất tại Giải thưởng Màn hình Canada lần thứ nhất  và Québec Cinéma.
Mwanza sau đó đã viết một cuốn sách có tựa đề Survivre rót voir ce jour, mô tả thời thơ ấu và những trải nghiệm của mình với hy vọng rằng nó sẽ truyền cảm hứng cho những người trẻ tuổi mà còn chú ý đến 20.000 trẻ em sống trên đường phố Kinshasha.